# Mariusz Rumak
Mariusz Rumak, né le 3 juin 1977 à Drawsko Pomorskie, est un entraîneur polonais.

## Biographie

### Ses débuts d'entraîneur, à la formation
Après une courte carrière de footballeur amateur, stoppée par une grave blessure aux ligaments croisés, Mariusz Rumak passe ses diplômes d'entraîneur à Poznań. En 2001, alors tout juste titulaire d'une « licence A » délivrée par l'UEFA, il intègre l'encadrement d'une des équipes jeunes du Lech Poznań. Huit années plus tard, à la tête de l'équipe des moins de dix-sept ans, il remporte le championnat de Pologne de la catégorie, puis emmène son équipe vers le tournoi final du championnat des moins de dix-neuf ans l'année suivante, et y décroche la deuxième place.
Le 9 juin 2010, Rumak signe un contrat de deux ans avec le Jagiellonia Białystok, où il prend en main l'équipe réserve. Il devient également l'un des responsables de l'académie de football du club. En Młoda Ekstraklasa, le championnat des équipes réserves, Rumak et le Jaga se classent huitièmes.

### Au plus haut niveau
Le 16 juin 2011, Mariusz Rumak démissionne pour raisons familiales et s'engage quelques jours plus tard avec le Lech Poznań, où il prend la place d'entraîneur adjoint de l'équipe principale auprès de l'Espagnol José María Bakero. Pourtant bâti pour jouer les premiers rôles en championnat, le Lech est très vite distancé par les équipes de tête, et occupe après la 19e journée la deuxième partie de tableau. Battu une nouvelle fois lors de cette journée, Bakero est démis de ses fonctions le lendemain, le 25 février 2012.
Le 27, Mariusz Rumak prend la tête de l'équipe première, à l'origine jusqu'à la fin de saison, et les effets de son intronisation se font très vite sentir. Lors des onze matches de championnat restants, le Lech ne s'incline qu'une seule fois et s'impose à sept reprises, ce qui le replace à la quatrième place du classement, à seulement quatre points du champion, et le qualifie pour la Ligue Europa. Logiquement, après avoir rempli pleinement son rôle, Rumak est reconduit dans ses fonctions pour la saison 2012-2013 et s'engage sur la durée avec Poznań, en signant un contrat de trois ans.
Malgré une campagne européenne décevante, le Lech Poznań de Rumak repart sur les mêmes bases élevées en 2012-2013, et s'échappe avec le Legia Varsovie au classement. Avec ce dernier, il devient le seul à pouvoir prétendre au titre de champion.

## Palmarès
Vierge